# Olympische Sommerspiele 2024/Schwimmen – 4 × 100 m Freistil (Männer)
Der Schwimmwettkampf über 4-mal 100 Meter Freistil der Männer bei den Olympischen Spielen 2024 in Paris wurde am 27. Juli 2024 in der Paris La Défense Arena ausgetragen. Titelverteidiger war die US-amerikanische Staffel, die in Tokio im Finale in der Besetzung Caeleb Dressel, Blake Pieroni, Bowe Becker und Zach Apple die Goldmedaille gewann.

## Rekorde
Vor Beginn der Olympischen Spiele waren folgende Rekorde gültig:
| Weltrekord         | Vereinigte Staaten | 3:08,24 min | Peking | 11. August 2008 |
| Olympischer Rekord | Vereinigte Staaten | 3:08,24 min | Peking | 11. August 2008 |

## Titelträger
| Olympische Spiele 2020       | Vereinigte Staaten | 3:08,97 min | Tokio             |
| Weltmeisterschaften 2024     | China              | 3:11,08 min | Doha              |
| Afrikaspiele 2023            | Südafrika          | 3:23,86 min | Accra             |
| Panamerikanische Spiele 2023 | Brasilien          | 3:13,51 min | Santiago de Chile |
| Asienspiele 2022             | China              | 3:10,88 min | Hangzhou          |
| Europameisterschaft 2022     | Italien            | 3:10,50 min | Rom               |
| Pazifikspiele 2023           | Neukaledonien      | 3:32,31 min | Honiara           |

## Vorläufe
Die schnellsten 8 Staffeln qualifizierten sich für das Finale.
| Rang | Lauf | Bahn | Nation             | Athleten | Zeit        | Anmerkung |
| ---- | ---- | ---- | ------------------ | --- | ----------- | --------- |
| 1    | 1    | 5    | China              | Wang Haoyu (48,61 s) Chen Juner (48,10 s) Ji Xinjie (47,93 s) Pan Zhanle (46,98 s)                                  | 3:11,62 min | Q         |
| 2    | 2    | 4    | Australien         | Jack Cartwright (48,51 s) William Yang (48,39 s) Flynn Southam (47,91 s) Kyle Chalmers (47,44 s)                    | 3:12,25 min | Q         |
| 3    | 1    | 3    | Großbritannien     | Duncan Scott (48,61 s) Jacob Whittle (47,90 s) Alexander Cohoon (47,91 s) Tom Dean (48,07 s)                        | 3:12,49 min | Q         |
| 4    | 2    | 5    | Vereinigte Staaten | Ryan Held (48,52 s) Matt King (48,40 s) Hunter Armstrong (47,50 s) Caeleb Dressel (48,19 s)                         | 3:12,61 min | Q         |
| 5    | 2    | 3    | Kanada             | Finlay Knox (49,03 s) Yuri Kisil (48,34 s) Javier Acevedo (48,15 s) Joshua Liendo (47,25 s)                         | 3:12,77 min | Q         |
| 6    | 1    | 4    | Italien            | Lorenzo Zazzeri (48,88 s) Leonardo Deplano (48,23 s) Paolo Conte Bonin (48,03 s) Manuel Frigo (47,80 s)             | 3:12,94 min | Q         |
| 7    | 1    | 6    | Ungarn             | Nándor Németh (48,07 s) Szebasztián Szabó (48,02 s) Ádám Jászó (48,74 s) Hubert Kós (48,13 s)                       | 3:12,96 min | Q         |
| 8    | 1    | 7    | Deutschland        | Josha Salchow (48,56 s) Rafael Miroslaw (47,87 s) Luca Nik Armbruster (48,29 s) Peter Varjasi (48,43 s)             | 3:13,15 min | Q, NR     |
| 9    | 1    | 2    | Spanien            | Sergio de Celis (48,84 s) Luis Domínguez (48,27 s) César Castro (47,91 s) Mario Mollá (48,17 s)                     | 3:13,19 min | NR        |
| 10   | 2    | 6    | Brasilien          | Guilherme Santos (48,57 s) Marcelo Chierighini (48,21 s) Gabriel Santos (48,86 s) Breno Correia (48,58 s)           | 3:14,22 min |           |
| 11   | 2    | 1    | Serbien            | Velimir Stjepanović (49,10 s) Nikola Aćin (48,66 s) Justin Cvetkov (49,44 s) Andrej Barna (47,48 s)                 | 3:14,68 min |           |
| 12   | 1    | 1    | Frankreich         | Hadrien Salvan (49,21 s) Rafael Fente-Damers (48,34 s) Guillaume Guth (48,66 s) Wizzam-Amazigh Yebba (48,63 s)      | 3:14,84 min |           |
| 13   | 1    | 8    | Polen              | Mateusz Chowaniec (49,13 s) Dominik Dudys (48,75 s) Bartosz Piszczorowicz (48,39 s) Kamil Sieradzki (48,67 s)       | 3:14,94 min |           |
| 14   | 2    | 7    | Israel             | Tomer Frankel (48,60 s) Gal Cohen Groumi (48,22 s) Denis Loktev (48,87 s) Alexey Glivinskiy (49,72 s)               | 3:15,41 min |           |
| 15   | 2    | 8    | Schweden           | Robin Hanson (49,09 s) Björn Seeliger (48,61 s) Elias Persson (48,71 s) Isak Eliasson (49,30 s)                     | 3:15,71 min |           |
| 16   | 2    | 2    | Griechenland       | Andreas Vazaios (49,50 s) Panagiotis Bolanos (49,68 s) Stergios Marios Bilas (48,70 s) Odysseus Meladinis (49,59 s) | 3:17,47 min |           |

## Finale
| Rang | Bahn | Nation             | Athleten                                                                                                | Zeit        | Anmerkung |
| ---- | ---- | ------------------ | --- | ----------- | --------- |
| 1    | 6    | Vereinigte Staaten | Jack Alexy (47,67 s) Chris Guiliano (47,33 s) Hunter Armstrong (46,75 s) Caeleb Dressel (47,53 s)       | 3:09,28 min |           |
| 2    | 5    | Australien         | Jack Cartwright (48,03 s) Flynn Southam (48,00 s) Kai Taylor (47,73 s) Kyle Chalmers (46,59 s)          | 3:10,35 min |           |
| 3    | 7    | Italien            | Alessandro Miressi (48,04 s) Thomas Ceccon (47,44 s) Paolo Conte Bonin (48,16 s) Manuel Frigo (47,06 s) | 3:10,70 min |           |
| 4    | 4    | China              | Pan Zhanle (46,92 s) Ji Xinjie (48,58 s) Chen Juner (48,10 s) Wang Haoyu (47,68 s)                      | 3:11,28 min |           |
| 5    | 3    | Großbritannien     | Matthew Richards (47,83 s) Jacob Whittle (48,54 s) Tom Dean (47,72 s) Duncan Scott (47,52 s)            | 3:11,61 min |           |
| 6    | 2    | Kanada             | Joshua Liendo (47,93 s) Yuri Kisil (48,18 s) Finlay Knox (48,26 s) Javier Acevedo (47,81 s)             | 3:12,18 min |           |
| 7    | 8    | Deutschland        | Josha Salchow (48,28 s) Rafael Miroslaw (47,66 s) Luca Nik Armbruster (48,43 s) Peter Varjasi (47,92 s) | 3:12,29 min | NR        |
| 8    | 1    | Ungarn             | Nándor Németh (47,76 s) Szebasztián Szabó (48,46 s) Ádám Jászó (48,38 s) Hubert Kós (48,51 s)           | 3:13,11 min |           |